# Симбирская чувашская учительская школа
Симбирская чувашская учительская школа (чув. Чĕмпĕрти чăваш вĕрентӳçисен шкулĕ) — центр подготовки учителей и другой интеллигенции чувашского, русского и других народов Поволжья, основанный просветителем чувашского народа И. Я. Яковлевым 28 октября 1868 года в городе Симбирске,  административном центре одноименной губернии, просуществовавший, в том или ином виде, до 1956 года. Известна также как «Симбирская чувашская школа». В разные годы имела разные официальные названия и статусы.

## История
В 1868 году гимназист Иван Яковлев у себя на квартире в Симбирске начал обучать чувашских детей. В 1871 году Министерство народного просвещения Российской империи выдало официальный статус Симбирской чувашской школе. Первым официально назначенным учителем Симбирской чувашской школы стал В. А. Калашников. Через девять лет эта обычная школа преобразовывается в учительскую — чувашскую учительскую школу.
Большой вклад в её становление и развитие внесли И. Н. Ульянов, работавший в 1869—1886 гг. директором и инспектором народных училищ Симбирской губернии, а также И. В. Вишневский, Н. И. Ильминский, П. Д. Шестаков.
В 1870 году царское правительство утвердило особые правила «О мерах к образованию населяющих Россию инородцев» и деятельность школы И. Я. Яковлева подпадала под эти правила. Педагоги и выпускники школы активно включились в дело развития образовательного и культурного уровня всего Поволжского региона.
С 1875 года преподавателем работал Филимонов, Даниил Филимонович, а с 1877 по 1881 год являлся заведующим школы. С 1882 года стал священником.

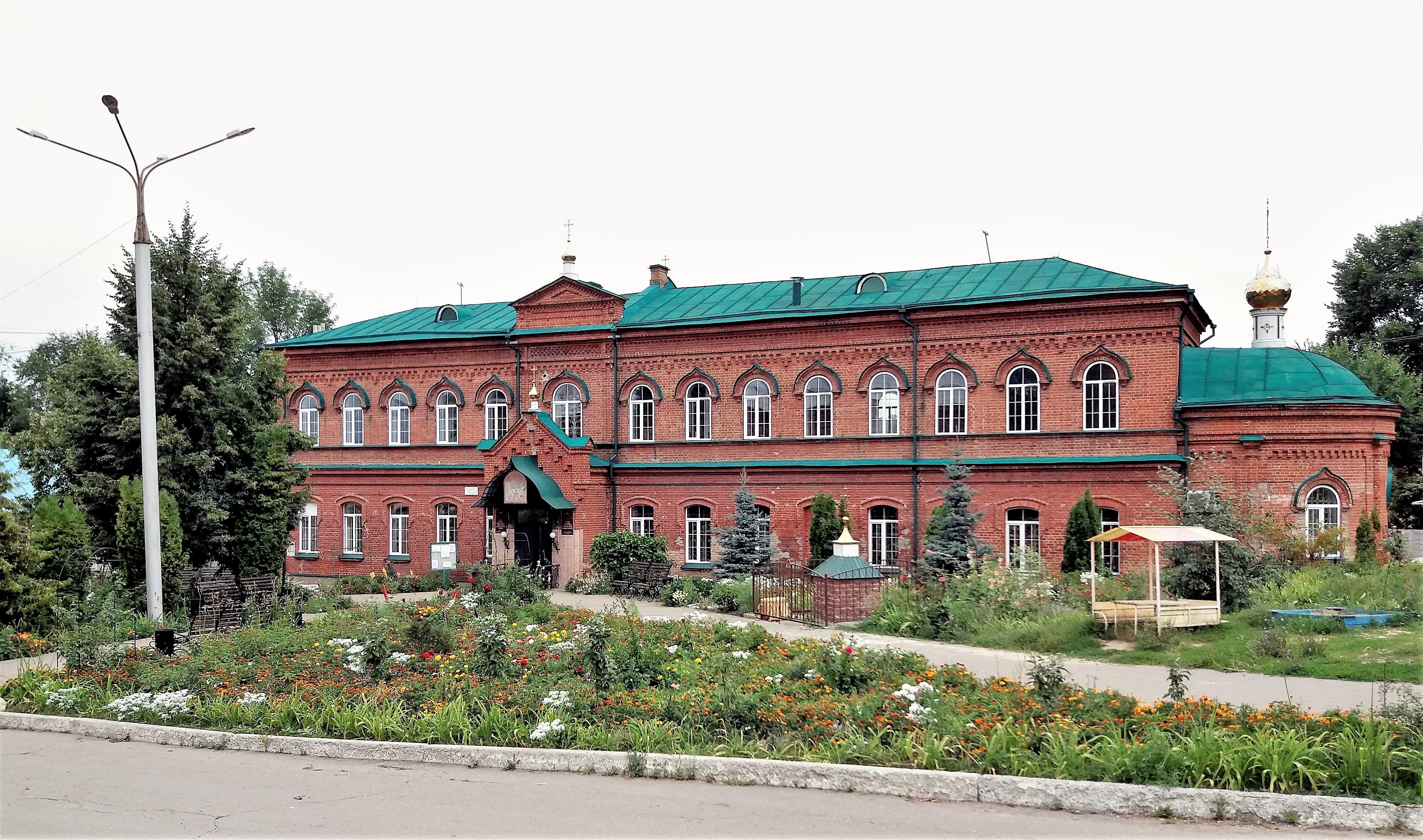
Храм во имя Сошествия Святого Духа на Апостолов.

При школе существовало и женское отделение, которым в 1878—1922 годах заведовала или являлась фактически главной наставницей жена И. Я. Яковлева — Екатерина Алексеевна Яковлева (в девичестве Бобровникова) (1861—1936).
С 1882 года преподавателем работал Бюргановский, Илья Савельевич, затем стал священником.
В 1884 году был построен Храм Сошествия Святого Духа, на пожертвования Православного Миссионерского Общества и частных благотворителей с пособием от Министерства Народного Просвещения. Церковь разместилась в здании учебных мастерских Симбирской чувашской школы, построенном в 1879 году по проекту губернского инженера А. И. Львовича-Кострицы. В 1897—98 гг. он был перестроен заново на средства симбирского купца Н. Я. Шатрова. Престол в нём один — в память Сошествия Святого Духа на Апостолов. Причт состоял из одного священника. Квартира для него была при школе. Жалованья священнику от Православного Миссионерского Общества 600 руб.
С 15 марта 1893 года по 1 января 1894 года в введение школы находилась сельско-хозяйственная ферма у села Вырыпаевка.
С августа 1911 года по сентябрь 1913 года учителем музыки в школе работал Павлов Фёдор Павлович.
Во время Первой мировой войны при Чувашской учительской школе был открыт госпиталь на 50 коек.
Среди выпускников Симбирской Чувашской школы были учителя, священнослужители, общественные и государственные деятели, организаторы народного хозяйства, деятели образования, литературы и искусства, учёные. Питомцы школы внесли весомый вклад в развитие экономики и культуры чувашского народа.
Симбирская чувашская школа сыграла значительную роль в развитии чувашской национальной профессиональной музыки, изобразительного искусства, литературы и других сфер национальной культуры.

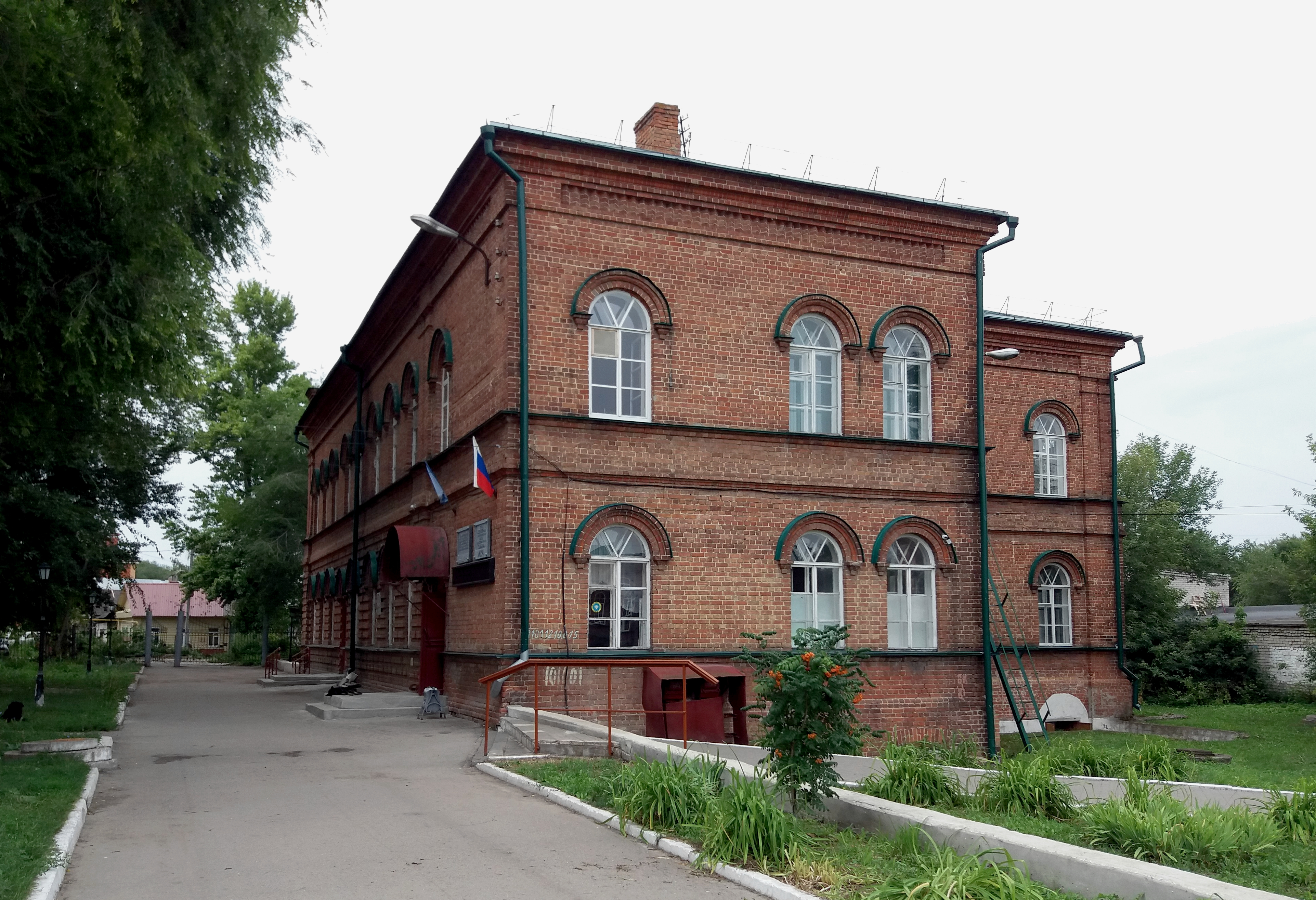
Здание Симбирской чувашской школы.

Народное творчество И. Я. Яковлев считал ценнейшим сокровищем чувашей, пронесенным через века: 
 «Самое ценное и удивительное, которое сохранили чуваши до наших дней, самое великое — это язык, песни, вышивка. У чувашей сто тысяч слов, сто тысяч песен, сто тысяч вышивок».
Постановлением ВЦИК в 1922 году Симбирская чувашская школа, вместе со всеми принадлежащими ей заведениями культуры, участками земель, фермой, передана на вечное пользование чувашскому народу как величайшая его святыня. Это постановление было ликвидировано в 1956 году простым решением гороно г. Ульяновска.

Мемориальная доска "Чувашскому алфавиту".

С конца 1980-х гг. в зданиях комплекса располагается Ульяновское училище культуры, с 1991 г. — музей «Симбирская чувашская школа. Квартира И. Я. Яковлева». Музей входит в состав Музея-заповедника «Родина В. И. Ленина».
В мае 2022 года у здания музея открыли памятник Чувашскому алфавиту.

## Чувашский институт народного образования

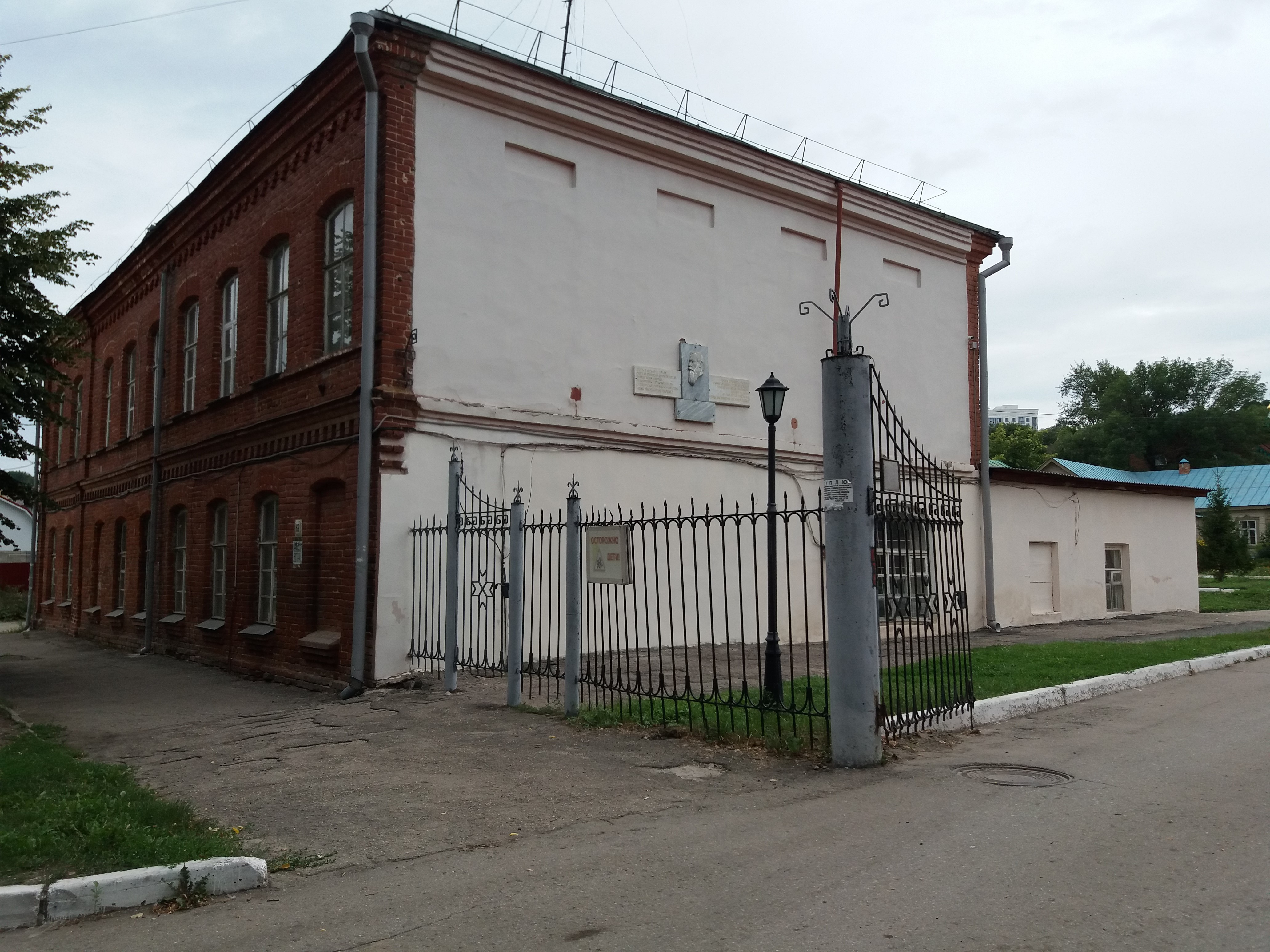
Одно из зданий чувашской школы.

Здание Симбирской чувашской школы (женское отделение), ныне Музей «Симбирская чувашская школа. Квартира И.Я. Яковлева»

В определённом смысле, высшей точкой развития Симбирской чувашской школы можно считать 1920-23 годы,   когда она функционировала как Чувашский институт народного образования (ЧувИНО), имея статус высшей школы. Одновременно при институте существовал Чувашский сельскохозяйственный техникум. В их организации и работе активное участие принимал сын И. Я. Яковлева профессор Алексей Иванович Яковлев, специально приглашённый для этого из Москвы. Ректорами являлись ставленники местных Симбирских властей — вначале Г. С. Савандеев, а потом И. К. Васильков.
На основании постановления президиума ВЦИК от 9 февраля 1922 г. Симбирский чувашский институт и сельскохозяйственный техникум со всем имуществом были переданы в ведение исполкома Чувашской автономной области, который назначил ректором этого учебного заведения своего представителя И. Н. Яштайкина.
И. Н. Яштайкин уволил А. И. Яковлева и всех связанных с ним лиц. Последний вынужден был возвратиться в Москву. Вместе с ним выехали и его родители — И. Я. Яковлев и Е. А. Яковлева. Так закончился Яковлевский период этой школы, продолжавшийся 54 года.

Памятник Чувашскому алфавиту.

В Чувашском институте народного образования, преобразованном уже в Чувашский практический институт народного образования (ЧувИНО), работали очень сильные преподаватели, такие, например, как Н. И. Ашмарин, Ф. Т. Тимофеев (Тимухха Хĕвĕтерĕ) и другие. Однако этому проекту не суждено было дальше развиться.                                         Симбирская учительская школа продвигалась затем по другому пути.

## Постепенный закат
В 1923 году на базе Чувашского института народного образования был основан Симбирский (с 9 мая 1924 г. — Ульяновский) чувашский педагогический техникум повышенного типа.
В 1925 году преобразован в педагогический техникум обычного типа с 4-летним сроком обучения. В 1926 году его содержание передано на бюджет Чуваш. АССР. В 1928 году техникуму было присвоено имя И. Я. Яковлева. К этому времени в нём обучалось 158 чел., из 15 преподавателей 8 имели высшее образование. В техникум ежегодно принималось до 50 чел. Выпускники имели право поступать в педагогические институты на 3-й курс. В 1924-35 техникум окончили 314 человек.
В 1937 году он преобразован в чувашское педагогическое училище, которое работало до 1956 года. Последние учащиеся закончили учёбу и получили документы об образовании уже в 1957 году.
В Ульяновском чувашском педтехникуме с 1924 по 1934 год работал известный художник Д. И. Архангельский.

## Исторические здания на территории

Табличка "Симбирская чувашская школа".

Симбирская чувашская школа размещалась на территории бывшей усадьбы купца Ф. В. Красникова, расширенной за счёт приобретения у разных домовладельцев в 1877 г. Усадьба расположена в центральной исторической части города на правом берегу реки Свияги.
На территории училищного комплекса расположены следующие исторические здания:
1. Учебный корпус (ул. Набережная р. Свияги, 162/2)
2. Флигель (ул. Воробьева, 6)
3. Домовая церковь (ул. Воробьёва, 8)
4. Училище мужское двухклассное приходское (ул. Назарьева, 4)
5. Здание женского отделения в котором располагалась квартира семьи Яковлевых (ул. Воробьёва, 12)
6. Учебные мастерские (ул. Набережная р. Свияги, 162А)

## Известные выпускники
Симбирскую чувашскую учительскую школу закончили или в ней обучались:
- педагоги и деятели просвещения: П. О. Афанасьев, Н. М. Охотников, П. М. Миронов,  Ф. Т. Тимухха, И. И. Корнилов, М. П. Петров-Тинехпи.
- общественно-политическими деятели: М. П. Тинехпи, В. А. Анисимов, Т. С. Кривов, Д. С. Эльмень, Г. Ф. Алюнов, С. Н. Николаев, Н. Л. Юшунев;
- писатели: Игн. И. Иванов, И. Н. Юркин, К. В. Иванов, Г. И. Комиссаров, Т. С. Таэр,  Н. В. Шубоссинни, А. И. Арис, Н. Я. Ют, М. Д. Трубина, С. М. Лашман, Н. К. Патман,  И. С. Максимов-Кошкинский, В. Е. Митта, А. В. Тимерзеньзэм, Я. Г. Ухсай, М. Д. Ухсай (Мухина)[11]; М. Л. Премиров[19].
- композиторы и музыканты: Ф. П. Павлов, С. М. Максимов, Г. Г. Лисков, П. В. Пазухин;

- военные деятели: И. С. Космовский, Ф. Н. Жабрев, Н. В. Соколов, Б. К. Кошечкин;
- филологи: В. Г. Егоров;
- священнослужители: А. В. Рекеев, К. П. Прокопьев.

## Аналогичные учебные заведения
- Казанская инородческая учительская семинария (1872—1918)[20].
- Казанская центральная крещёнотатарская школа (1863—1930)[21].
- Уньжинская центральная черемисская школа[22].
- Карлыганская центральная удмуртская школа[23].
- Ишакская центральная чувашская братская школа[24].

## Школа в филателии
- В 2006 году Министерство связи России выпустило ХМК — «Ульяновск. Комплекс Симбирской чувашской учительской школы»[25].
- ХМК РФ, 2021. Чувашская Республика. 150 лет новой чувашской письменности. И. Я. Яковлев — создатель чувашского алфавита.
- В 2023 году Почта России выпустила художественный маркированный конверт: 175 лет со дня рождения И. Я. Яковлева (1848–1930), педагога, просветителя.

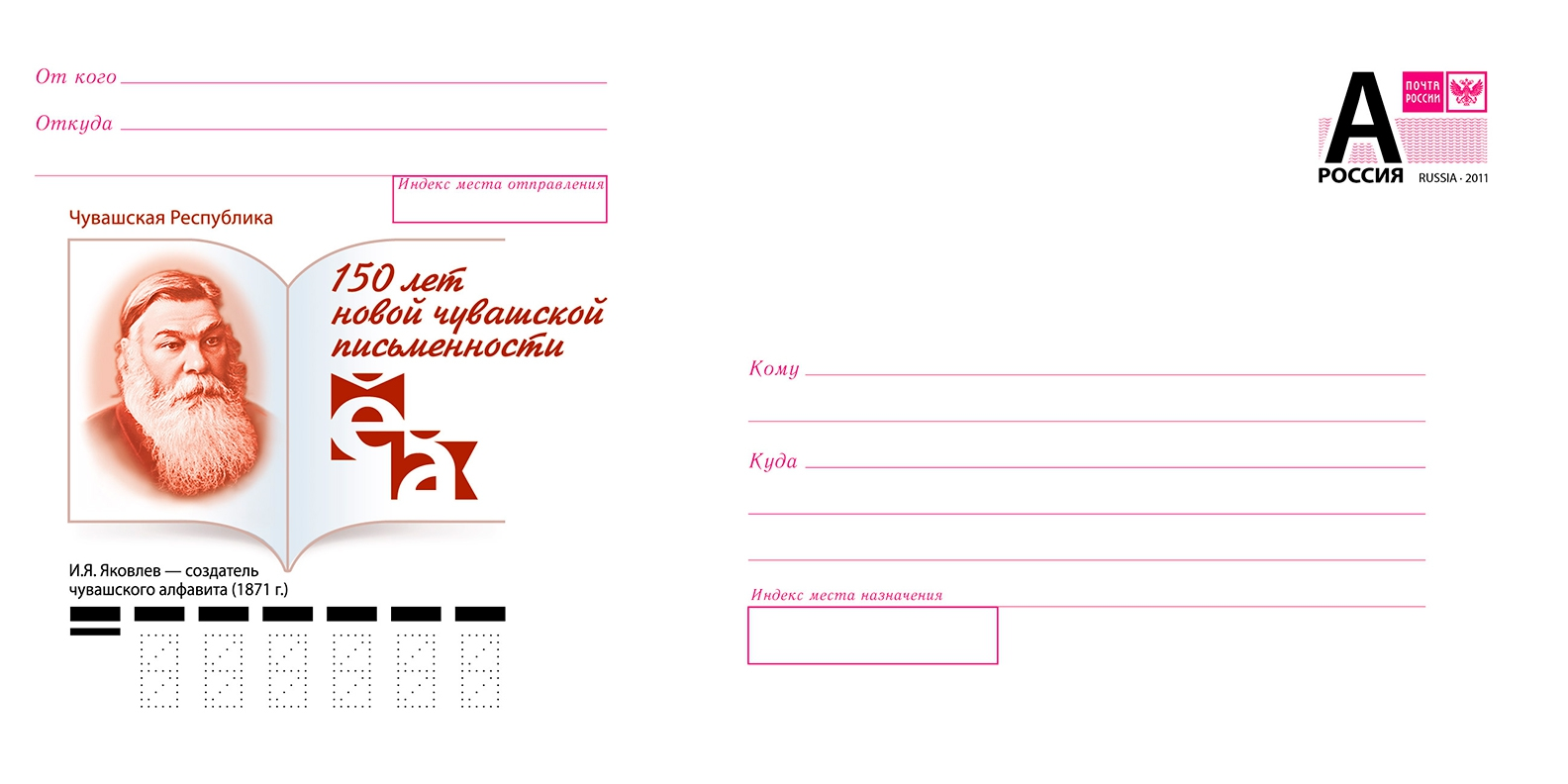
ХМК РФ, 2021. Чувашская Республика. 150 лет новой чувашской письменности.
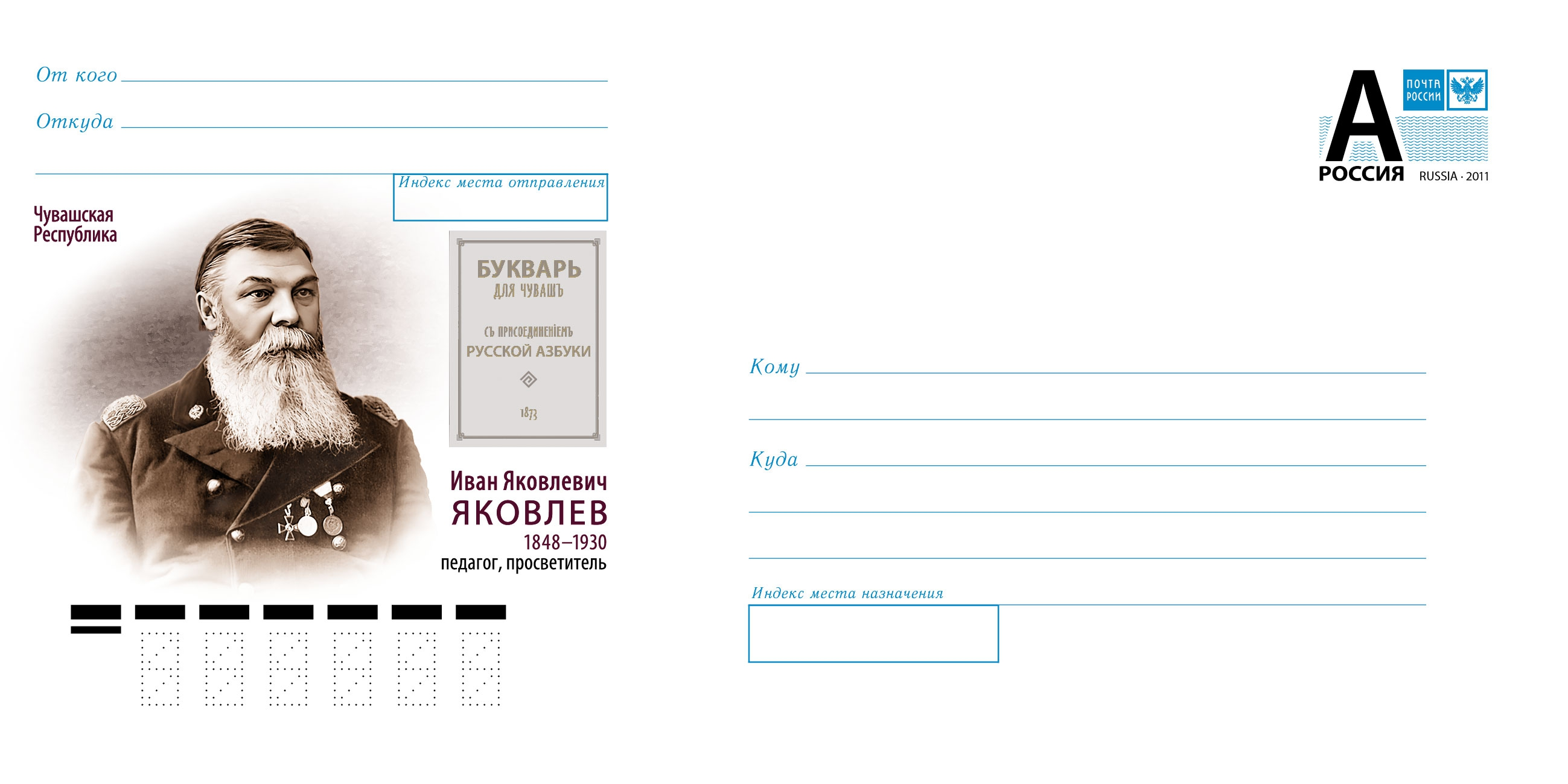
Почта России, 2023 г. художественный маркированный конверт: 175 лет со дня рождения И. Я. Яковлева (1848–1930), педагога, просветителя.

## Галерея

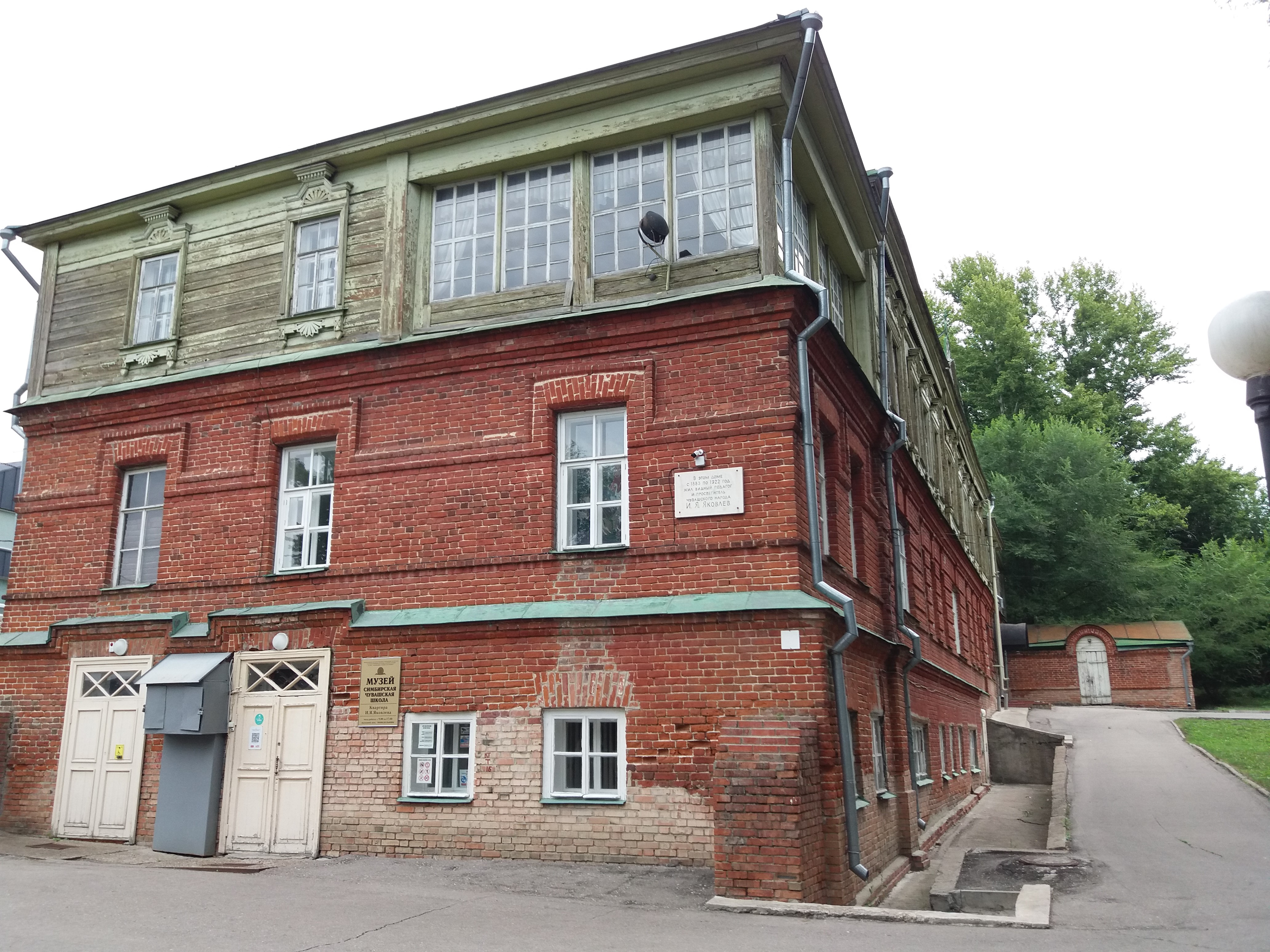
Музей чувашской школы.
Мемориальная доска на здании музея чувашской школы.
Мемориальные доски на здании школы.
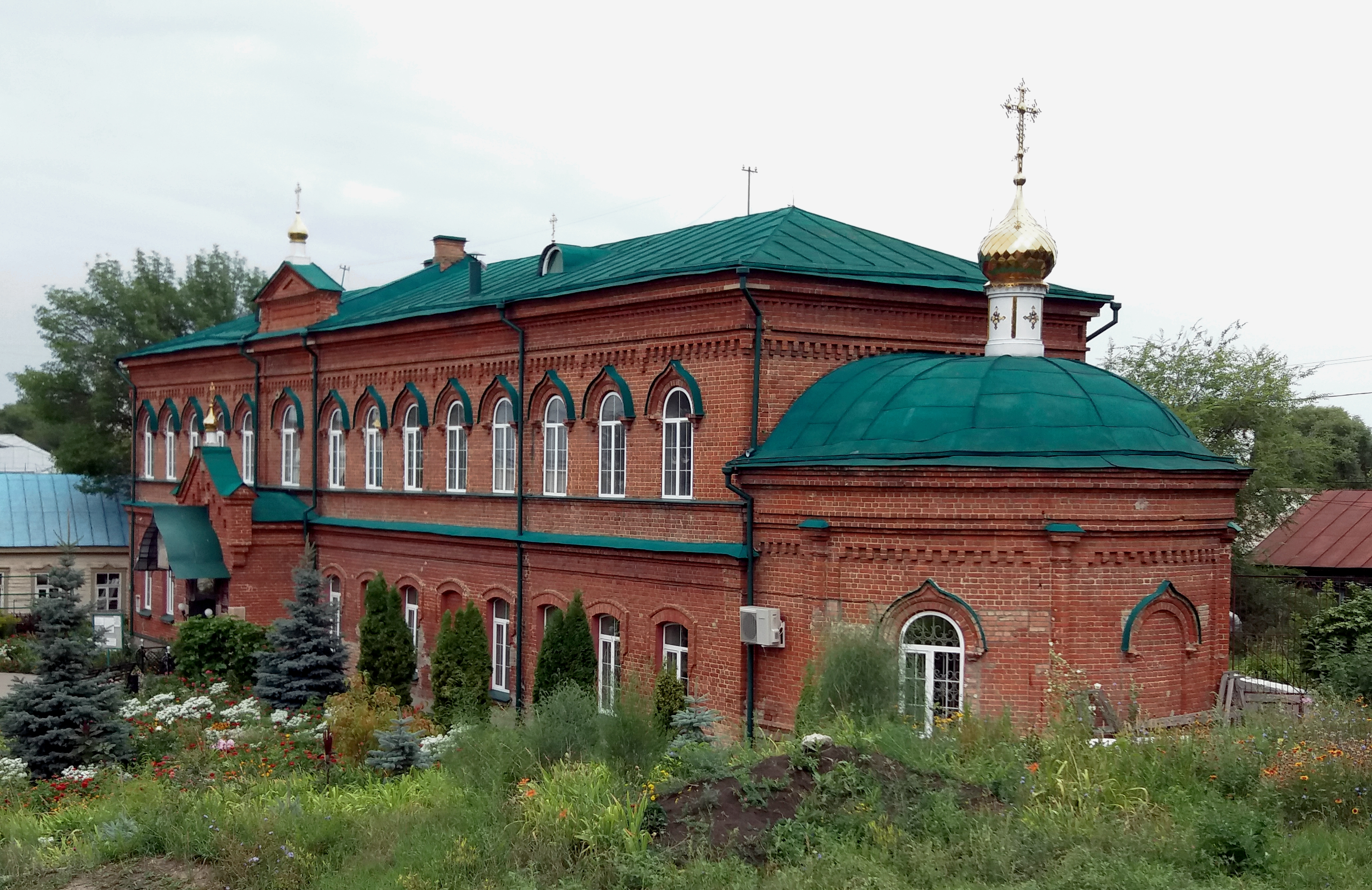
Церковь Сошествия Святого Духа.
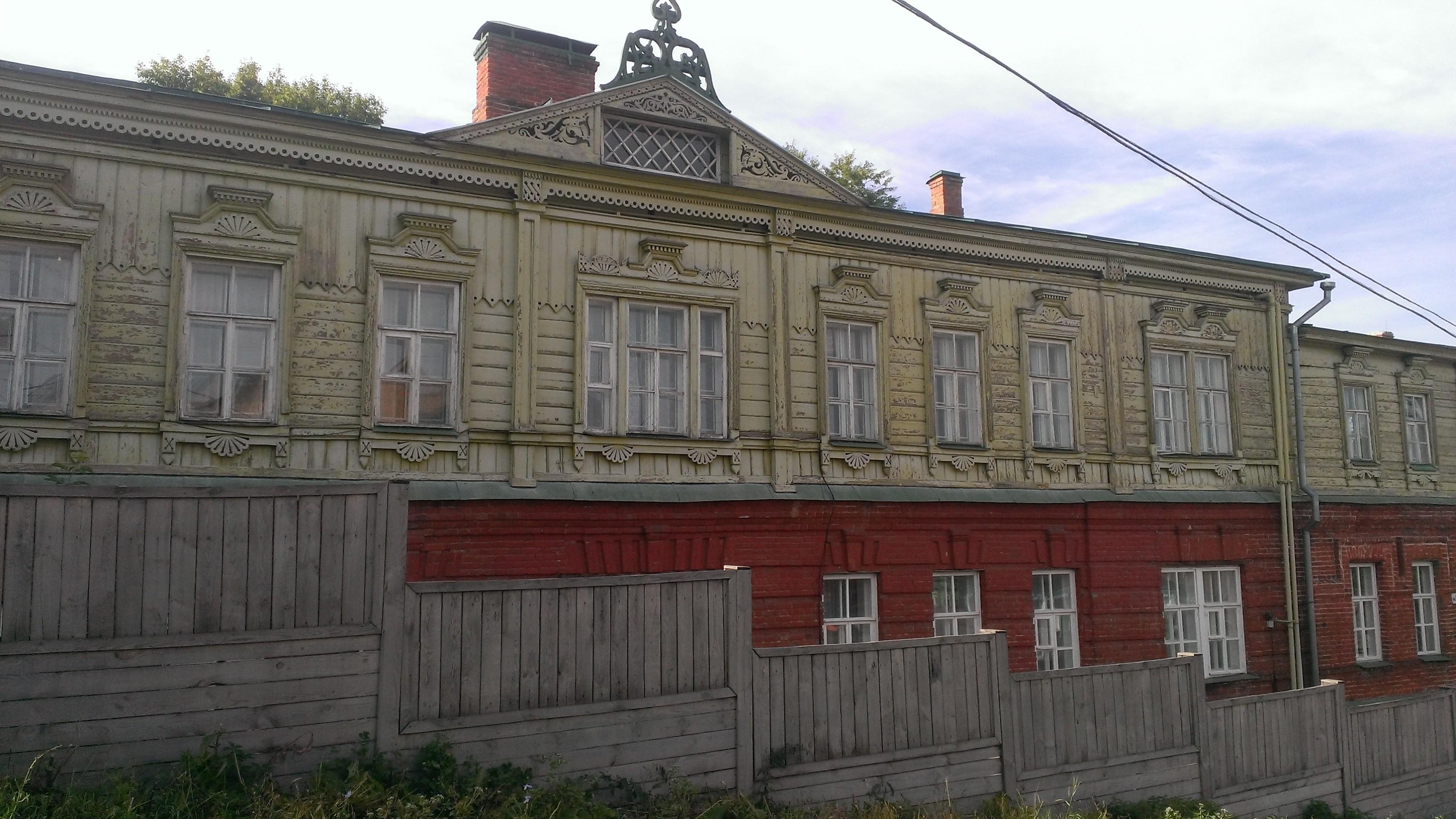
Здание женского отделения школы и квартира И. Я. Яковлева.
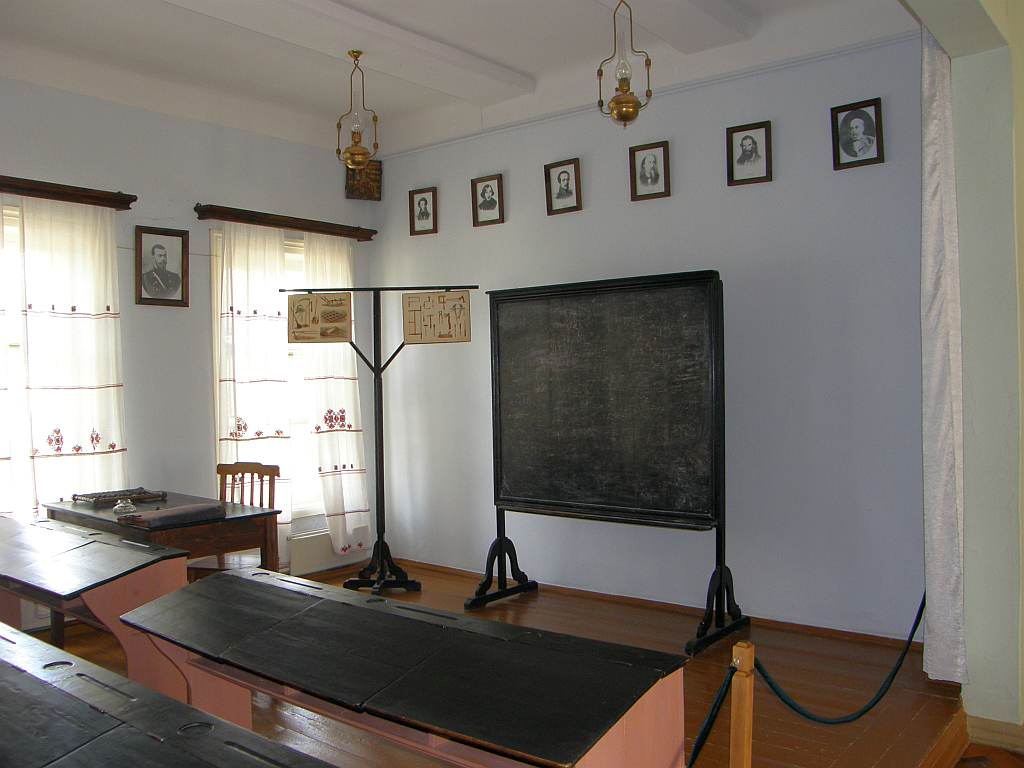
Интерьер класса женской школы.
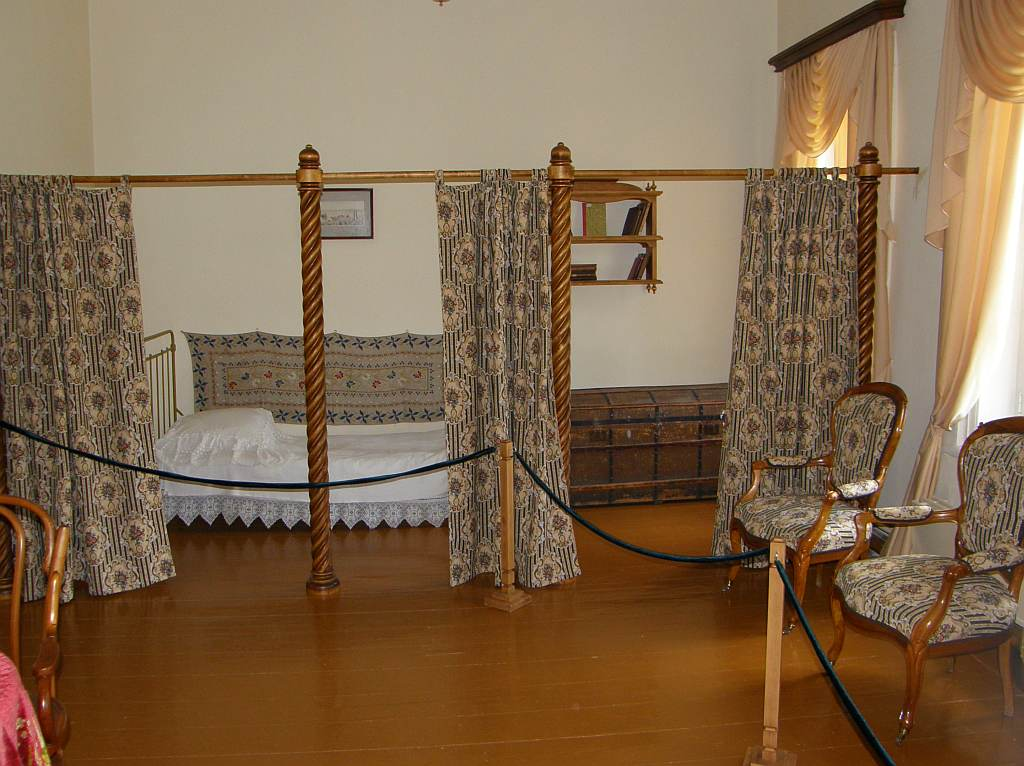
Комната Ивана Яковлевича в квартире при Симбирской чувашской школе.
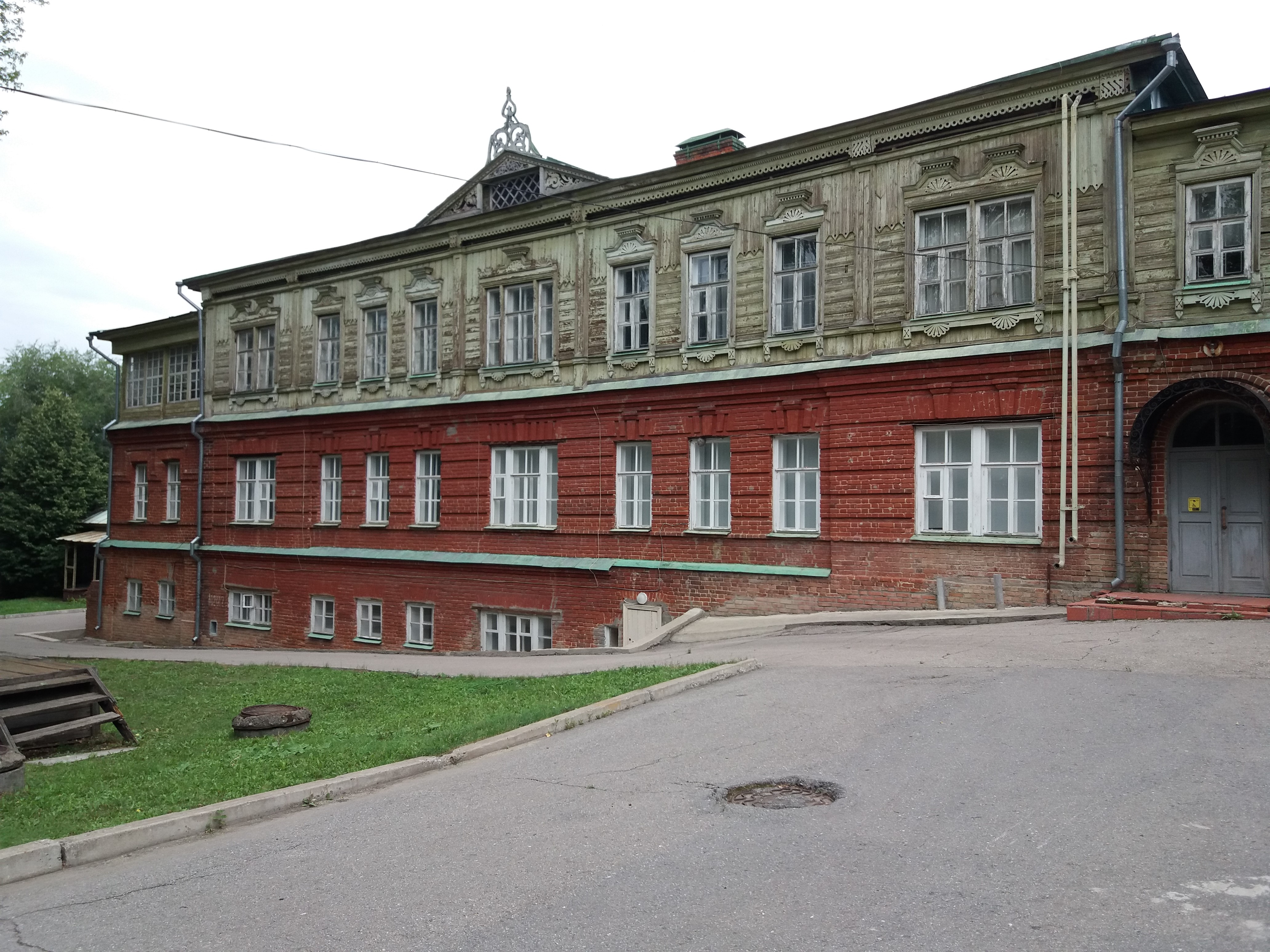
Музей чувашской школы.
Мемориальная доска Ф. В. Красникову на здании Чувашской школы.